# Monako na Mistrzostwach Europy w Lekkoatletyce 2018
Monako na Mistrzostwach Europy w Lekkoatletyce 2018 – reprezentacja Monako podczas mistrzostw Europy w Berlinie liczyła jedną zawodniczkę.

## Rezultaty
| Zawodniczka             | Konkurencja   | Eliminacje | Eliminacje | Półfinał | Półfinał | Finał | Finał | Źródło |
| Zawodniczka             | Konkurencja   | Wynik      | Poz.       | Wynik    | Poz.     | Wynik | Poz.  | Źródło |
| ----------------------- | ------------- | ---------- | ---------- | -------- | -------- | ----- | ----- | ------ |
| Marie Charlotte Gastaud | Bieg na 100 m | 13,59      | 24.        | NQ       | NQ       | NQ    | NQ    | [ 1 ]  |